# KVOH
KVOH (La Voz de Restauración) es una estación de radio de onda corta que transmite desde Rancho Simi, California, Estados Unidos de América. KVOH es una radio cristiana que vende tiempo en antena a empresas y organizaciones. Según su expediente de la Federal Communications Commission, las zonas de difusión de KVOH son el Caribe y América Central y del Sur. En particular, mucha de su programación está dirigida a Cuba.
Su frecuencia de transmisión es la de 17.775MHz.